# خوسيه سيرانو
خوسيه سيرانو (بالإسبانية: José Serrano)‏ هو رياضي خماسي إسباني، ولد في 15 أبريل 1957.

## وصلات خارجية
- خوسيه سيرانو على موقع أوليمبيديا (الإنجليزية)